# 凹下
凹下村為魏氏及丘氏之客家村落散屋村類型，位於香港北區近下禾坑村位置（上禾坑之北），地處沙頭角公路旁邊之山凹一個寧靜之角落。因地理位置處於山凹（山坳＝山窩）之下位置，故魏氏祖先立村名為「凹下」（au5ha5或者ha3或者ka1或者ha1），祖先為大種客家人也，魏丘兩氏於1655年（時維清代順治十二年）分別由五華（舊稱「長樂」遷來）及惠州博羅遷入，有大部分魏氏村民於1928年因避疫災而分支到上水古洞南今日之長壢村。

## 村屋格局歷史
凹下村為魏丘兩氏所創立散屋村。村內有三數廊改樓外，可惜無祠廟文物，卻只有新式兩層高村屋；村內之舊屋其後多被改建為丁屋。

## 客家魏氏源流
江西石城